# Apellido patronímico
Un apellido patronímico es un apellido originado del nombre de pila del padre o un patronímico ancestro. Las diferentes culturas tienen diferentes formas de producir apellidos patronímicos.
Por ejemplo, los patronímicos tempranos apellidos galeses fueron el resultado de la angligicación del histórico sistema de nombres galeses, que a veces incluía referencias a varias generaciones: por ejemplo, Llywelyn ap Gruffydd ap Morgan (Llywelyn hijo de Gruffydd, hijo de Morgan), y que dio lugar a la broma, "tan largo como el pedigrí de un galés".
Como ejemplo de angligicación, el nombre Llywelyn ap Gruffydd se convirtió en Llywelyn Gruffydds; es decir, el "ap" que significa "hijo de" fue reemplazado por el sufijo genitivo "-s". Algunos apellidos galeses, como John o Howell, no adquirieron el sufijo "-s". En otros casos, el sufijo fue puesto al apellido mucho más tarde: siglo XVIII o XIX . Del mismo modo, en algunos casos, la "p" se fusionó en el nombre de alguna forma, como en Broderick (ap Rhydderch), Price (ap Rhys) y Upjohn (ap John). ).
Los patronímicos en español se derivan del nombre del padre mediante los sufijos ez, oz, iz y hasta az, que significan ‘hijo de’. No queda claro el origen de esta terminación. Según la Gramática de Larramendi, el término tendría su origen en el euskera. Otros expertos lo atribuyen de manera habitual al idioma gótico, pues es en los nombres visigodos donde se encuentra con mayor frecuencia esta terminación patronímica. Sin embargo, no se la encuentre en las restantes lenguas germanas.
En portugués esta terminación adquiere la forma -es, y en catalán, la forma -is. Así, 'hijo de Pedro' recibe, respectivamente, las formas Pérez, Peres y Peris o Pires, la forma habitualmente utilizada; o 'de Fernando' recibe las formas Fernández, Fernandes y Ferrandis. Otros apellidos frecuentes en catalán con este mismo origen son Eiximenis, Gomis, Llopis y Sanxis (equivalentes a Jiménez, Gómez, López y Sánchez).